# Флаг Павловска (Воронежская область)
Флаг муниципального образования городское поселение — город Па́вловск Павловского муниципального района Воронежской области Российской Федерации — опознавательно-правовой знак, служащий официальным символом муниципального образования.
Флаг утверждён 25 декабря 2002 года и внесён в Государственный геральдический регистр Российской Федерации с присвоением регистрационного номера 1149.

## Описание
«Флаг города Павловска представляет собой белое прямоугольное полотнище с соотношением ширины к длине 2:3, воспроизводящее гербовую композицию: стоящего на зелёной полосе Святого Апостола Павла (без нимба) в красной одежде и синем плаще, опирающегося правой рукой на поставленный перед собой белый меч, а левую руку простёрший в сторону и вниз».

## Символика
Главной фигурой флага города Павловска является Святой Апостол Павел из гербовой композиции, делая, таким образом, флаг говорящим.
Белый цвет (серебро) — чистоты, мудрости, благородства, мира, взаимосотрудничества.
Зелёный цвет — символ весны, радости, надежды, жизни, природы, а также символ здоровья.
Синий цвет (лазурь) — символ красоты, чести, славы, преданности, истины, добродетели и чистого неба.
Красный цвет — символ тепла, активности, мужества, праздника, красоты.